# Teun Mulder
Teunis "Teun" Mulder (nascido em 18 de junho de 1981) é um ciclista de pista holandês. É um ex-campeão mundial no keirin e conquistou uma medalha de prata na velocidade por equipes, com Theo Bos e Tim Veldt. Mulder também venceu quatro corridas clássicas de Copa do Mundo na velocidade por equipes e keirin. Competiu para os Países Baixos nos Jogos Olímpicos de Verão de 2004 em Atenas, Grécia, terminando em décimo na velocidade individual, sexto na velocidade por equipes (com Theo Bos e Jan Bos) e décimo primeiro na corrida de 1 km contrarrelógio por equipes, enquanto foi eliminado na primeira rodada de repescagem da competição keirin. Nos Jogos Olímpicos de Verão de 2012 em Londres, conquistou a medalha de bronze no keirin masculino.